# Найджел Ворбертон
Найджел Ворбертон (нар. 1962) — британський філософ, просвітник, автор ряду філософських творів, зокрема академічних робіт з естетики та прикладної етики.

## Освіта
Отримував початкову освіту у Sevenoaks School, однієї з найдорожчих шкіл Великої Британії. Ступінь бакалавра отримав в Бристольському університеті і ступінь доктора філософії в Дарвінському коледжі, Кембридж, і працював викладачем в до вступу на філософський факультет Відкритого університету в 1994 році. У травні 2013 року він пішов із посади старшого викладача Відкритого університету.

## Кар'єра
Уорбертон є автором ряду вступних книг з філософії, включаючи бестселер «Філософія: Основи» (4-те вид.), «Філософія: Класика» (4-те вид.) та «Мислення від А до Я» (3-те вид.); зокрема є редактором книги «Філософія: Basic Readings» (2-е вид.) і був співавтором «Reading Political Philosophy: Від Макіавеллі до Мілля». Купу часу присвятив написанням біографій, зокрема про Білла Брандта, архітектора-модерніста Ерне Голдфінген. Викладає курси з філософії та мистецтва в Tate Modern і пише щомісячну колонку «Повсякденна філософія» для газети The New European.
Крім того веде філософський веб-блог Virtual Philosopher і разом з Девідом Едмондсом регулярно підкастить інтерв'ю з провідними філософами на різні теми у Philosophy Bites. Він також підкастить глави своєї книги "Філософія: The Classics. Він писав для газети Guardian.

## Вибрана бібліографія
- Philosophy: The Basics (4th ed.) ISBN 978-0-415-32773-2
- Philosophy: The Classics (4th ed.) ISBN 978-0-415-53466-6
- Thinking from A to Z (3rd ed.) ISBN 978-0-415-43371-6
- The Art Question ISBN 0-415-17490-2
- Ernö Goldfinger: The Life of An Architect
- Free Speech: A Very Short Introduction ISBN 978-0-19-923235-2
- Philosophy Bites (co-edited with David Edmonds) ISBN 978-0-19-957632-6; Philosophy Bites. 25 Philosophen sprechen über 25 große Themen (translated by Holger Hanowell), Reclam 2013
- Philosophy Bites Back (co-edited with David Edmonds) ISBN 978-0-19-969300-9; Auf den Schultern von Riesen. 27 Philosophen sprechen über ihre Lieblingsphilosophen (translated by Holger Hanowell), Reclam 2015
- A Little History of Philosophy ISBN 978-0-300-15208-1
- Hope: A New Beginning (An A. Gąsiewski Biography) ISBN 978-0-19-420696-9